# Villameriel (kommun)
Villameriel är en kommun i Spanien.   Den ligger i provinsen Provincia de Palencia och regionen Kastilien och Leon, i den norra delen av landet, 240 km norr om huvudstaden Madrid. Antalet invånare är 122.